# Frédéric II de Saxe-Gotha-Altenbourg
Frédéric II, né le 28 juillet 1676 à Gotha et mort le 23 mars 1732 à Altenbourg, est duc de Saxe-Gotha-Altenbourg de 1691 à sa mort.

## Biographie
Fils de Frédéric Ier de Saxe-Gotha-Altenbourg et de Madeleine-Sibylle de Saxe-Weissenfels, Frédéric II de Saxe-Gotha épouse en 1696 Madeleine-Augusta d'Anhalt-Zerbst (1679-1740), fille de Charles-Guillaume d'Anhalt-Zerbst et de Sophie de Saxe-Weissenfels, morte en 1724, fille d'Auguste de Saxe-Weissenfels.
Frédéric II de Saxe-Gotha enrichit la collection de peintures du château de Friedenstein par l'acquisition d'œuvres de maîtres néerlandais et allemands. Il a pour maître de chapelle
Gottfried Heinrich Stölzel.

## Mariage et descendance
Frédéric II de Saxe-Gotha et Madeleine-Augusta d'Anhalt-Zerbst sont les parents de dix-huit enfants dont la moitié parvient à l'âge adulte :
- Frédéric III, duc de Saxe-Gotha-Altenbourg
- Guillaume de Saxe-Gotha-Altenbourg (1701-1771), épouse en 1742 Anne de Schleswig-Holstein-Gottorp
- Jean-Auguste de Saxe-Gotha-Altenbourg (1704-1767) épouse Louise Reuss de Schleiz (morte en 1773), fille de Henri Ier Reuss von Schleiz qui fut la femme de son frère Christian Guillaume (1706-1748),
- Christian Guillaume (1706-1748), épouse en 1743 Louise Reuss de Schleiz (morte en 1773), fille de Henri Ier Reuss von Schleiz
- Louis (1707-1763)
- Maurice (1711-1777), régent de Saxe-Eisenach
- Frédérique de Saxe-Gotha-Altenbourg (1715-1775), épouse en 1734 Jean-Adolphe II de Saxe-Weissenfels
- Augusta de Saxe-Gotha-Altenbourg (1719-1772), épouse en 1736 Frederick de Galles, fils de George II de Grande-Bretagne
- Jean-Adolphe de Saxe-Gotha-Altenbourg (1721-1799)